# Arnsberg (Thüringische Rhön)
Der Arnsberg ist ein 661,4 m ü. NHN hoher Berg in der thüringischen Rhön bei Brunnhartshausen im Wartburgkreis, rund 2,7 km nordwestlich des Ortszentrums.
Der im Gipfelbereich bewaldete Arnsberg erscheint im von der Sachsenburg nach Süden ziehenden Rücken als nur wenig ausgeprägte Erhebung.
Touristisch wird der Arnsberg vom Rhön-Höhen-Weg erschlossen, welcher unmittelbar östlich des Gipfels über den Arnsberg führt.
Der Arnsberg in der thüringischen Rhön ist nicht zu verwechseln mit dem Arnsberg (Bayerische Rhön) bei Bischofsheim oder dem Arnsberg (Steinbach-Hallenberg) im Thüringer Wald.